# Adolf Harnischmacher
Adolf Josef Harnischmacher (* 23. April 1910 in Frankfurt am Main; † 16. August 2006 in Braunfels) war ein deutscher SS-Obersturmführer und Exekutionsleiter des Einsatzkommandos 8 der Einsatzgruppe B, in der er an Massenmorden an Juden und anderen Zivilisten in Russland beteiligt war.

## Leben
Adolf Harnischmacher besuchte in Frankfurt am Main die Volksschule. Anschließend erlernte er das Dachdeckerhandwerk und legte im Jahre 1928 die Gesellenprüfung ab.
Zum 1. März 1933 trat er der NSDAP (Mitgliedsnummer 1.549.441) und im April desselben Jahres der Allgemeinen SS bei. 1935 erhielt er eine hauptamtliche Anstellung beim SD in Frankfurt am Main. Er war zunächst als Wachmann, später als Kraftfahrer bei der SD-Stelle in Frankfurt am Main tätig. Im Jahre 1936 kam er als Kraftfahrer zum damaligen SD-Hauptamt nach Berlin, das später im Reichssicherheitshauptamt (RSHA) aufging. Im Jahr 1938 wurde er als Sachbearbeiter für das Kraftfahrzeugwesen zur SD-Stelle in Wien abgeordnet. Im Jahr 1941 kam Harnischmacher im SD-Hauptamt in Berlin als Personalsachbearbeiter zur SD-Stelle nach Salzburg. Dort bestand seine Tätigkeit im Wesentlichen in der Verwaltung der Personalakten.
Im Oktober 1941 wurde er nach Russland abkommandiert, wo er zunächst in Smolensk und dann ab Dezember 1941 in Mogilew eingesetzt wurde. Harnischmacher hatte vor der ersten Massenerschießung eines Teilkommandos des Einsatzkommandos 8 in Mogilew gesagt, das „edle deutsche Blut dürfe durch die Vernichtung dieses Untermenschentums nicht leiden“.
Im Januar 1942 leitete er eine Gruppenexekution in der Nähe von Mogilew, wobei zwischen 200 und 300 Männer und Frauen erschossen wurden. Harnischmacher soll dabei selbst auf die Opfer geschossen haben. Im März 1942 nahm er bei einer Aktion in Monostyratschtschina teil, bei der etwa 120 Personen erschossen wurden. Im Frühjahr 1942 leitete Harnischmacher selbst mehrere Aktionen, zwei in der Nähe von Orscha, eine in Dowsk und mehrere Gefängnisräumungen in Mogilew, mit jeweils etwa 200 bis 300 Menschen. Im Sommer 1942 leitete er eine weitere Judenaktion und eine Gefängnisräumung, bei der die Opfer nicht erschossen, sondern in einem Gaswagen vergast wurden. Im Laufe des Jahres 1942 erhängte er zwei Angehörige des jüdischen Arbeitskommandos. Im Sommer 1943 verließ er das Einsatzkommando 8 aufgrund einer Erkrankung und war bis zum Kriegsende bei den SD-Dienststellen in Frankfurt, Darmstadt und Wetzlar tätig.
Vom 2. Mai 1945 bis zum 8. Mai 1948 war Harnischmacher in Darmstadt interniert. Nach seiner Entlassung arbeitete er bis zu seiner Festnahme am 23. Juni 1961 in seinem erlernten Beruf als Dachdecker, zunächst in Wetzlar und später in Frankfurt am Main. Am 12. März 1966 wurde er vom Landgericht Frankfurt am Main wegen Beihilfe zum Mord in 178 Fallen zu vier Jahren Zuchthaus verurteilt, die Strafe war aber durch die Untersuchungshaft bereits verbüßt. Eine neue Verhandlung fand nicht mehr statt. Das Verfahren wurde im 1975 vom Landgericht Frankfurt/Main wegen Verhandlungsunfähigkeit eingestellt.